# Gare de Novillars
La gare de Novillars est une gare ferroviaire française de la ligne de Dole-Ville à Belfort, située sur le territoire de la commune de Novillars, dans le département du Doubs, en région Bourgogne-Franche-Comté.
C'est une halte de la Société nationale des chemins de fer français (SNCF), desservie par des trains régionaux du réseau TER Bourgogne-Franche-Comté.

## Situation ferroviaire
Établie à 253 mètres d'altitude, la gare de Novillars est située au point kilométrique (PK) 416,469 de la ligne de Dole-Ville à Belfort, entre les gares de Roche-lez-Beaupré et de Deluz.
Elle se situe juste à côté de la papeterie du Doubs, et dispose donc d'une voie réservée aux trains de marchandises.

## Fréquentation
La fréquentation de la gare est détaillée dans le tableau ci-dessous :
| Année     | 2015  | 2016  | 2017  | 2018  | 2019  | 2020  | 2021  | 2022  | 2023  | 2024  |
| --------- | ----- | ----- | ----- | ----- | ----- | ----- | ----- | ----- | ----- | ----- |
| Voyageurs | 7 068 | 5 781 | 6 307 | 4 642 | 5 509 | 3 548 | 3 500 | 6 281 | 6 192 | 6 339 |

## Service des voyageurs

### Accueil
C'est une halte de la SNCF, de type point d'arrêt non géré (PANG), à entrée libre. Elle dispose de deux quais, avec abris. Elle est notamment équipée d'un automate pour l'achat de titres de transport.
Un passage souterrain permet de traverser les voies et de passer d'un quai à l'autre. Chaque quai est équipé d'un écran, où sont affichés les horaires de la ligne en temps réel.

### Desserte
La halte est desservie par des trains TER Bourgogne-Franche-Comté, effectuant des missions entre les gares de Dijon-Ville, ou surtout de Besançon-Viotte, et de Belfort, via Montbéliard.

### Intermodalité
Un petit parking et un abri pour vélos sont situés à ses abords.
L'arrêt "Mairie" du réseau des Transports en commun de Besançon Ginko est proche de la gare. Il est desservi par la ligne  74 .

## Galerie de photographies

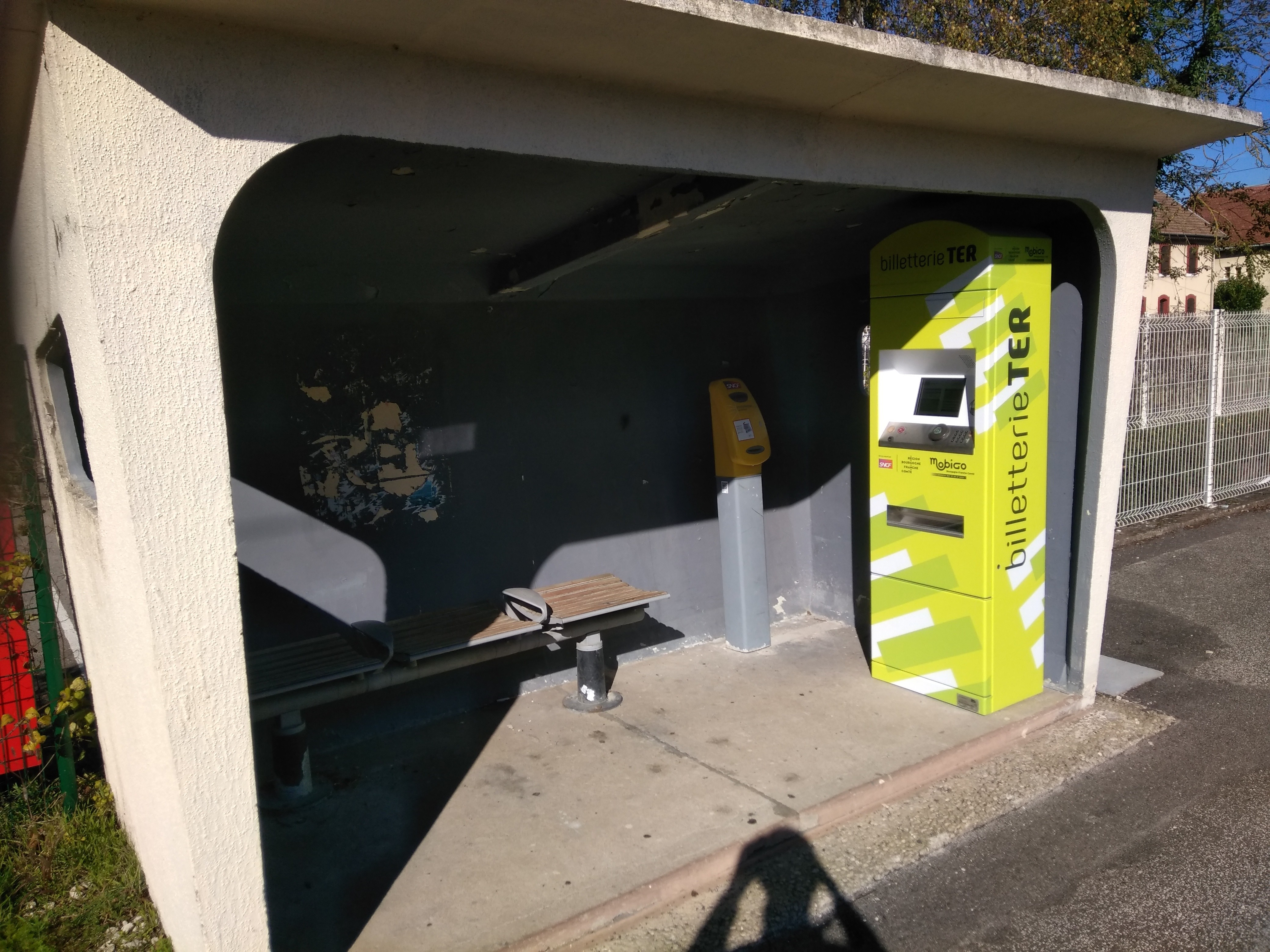
L'abri de la voie 1, direction Belfort.
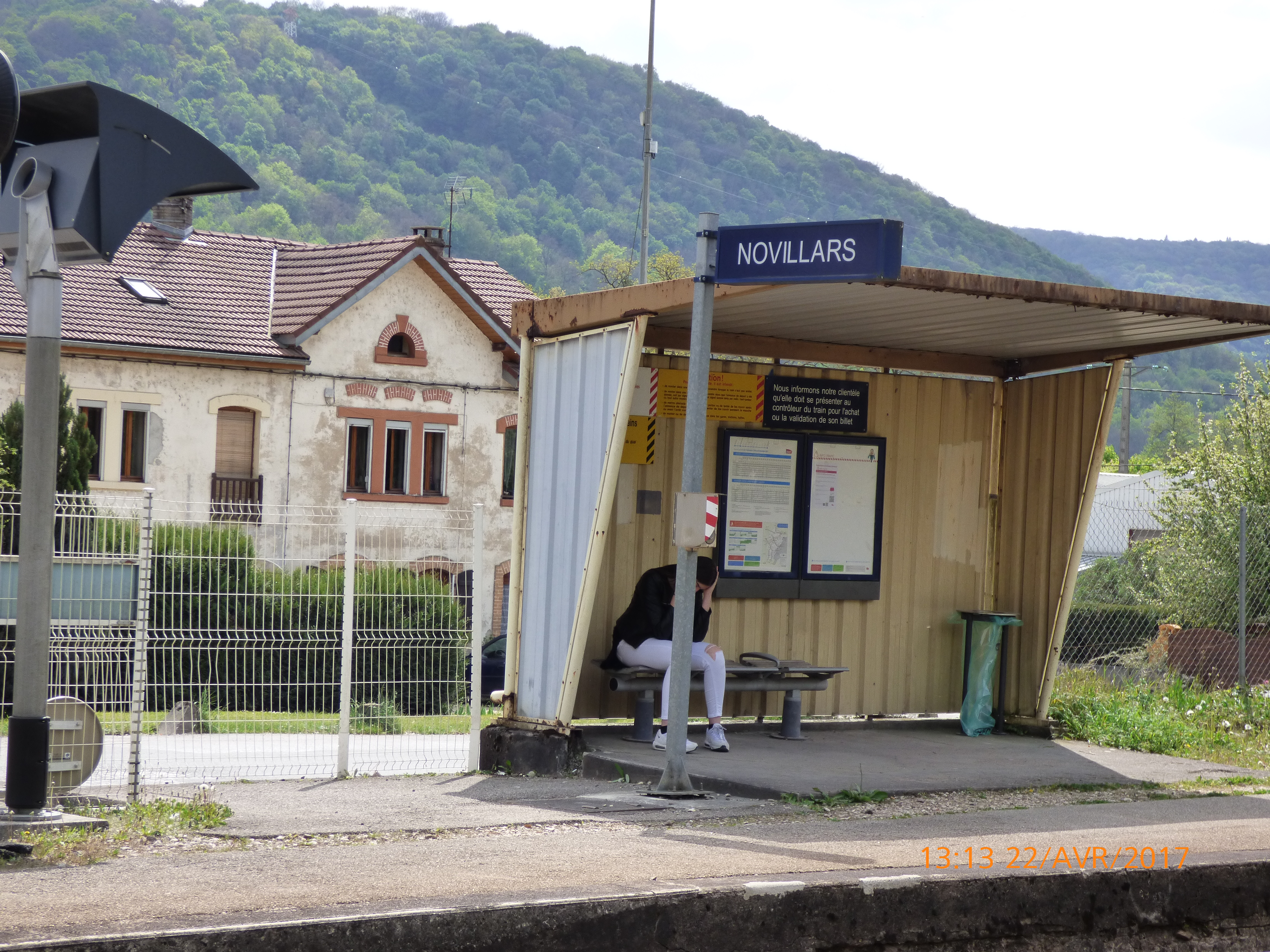
L'abri de la voie 2, direction Besançon.
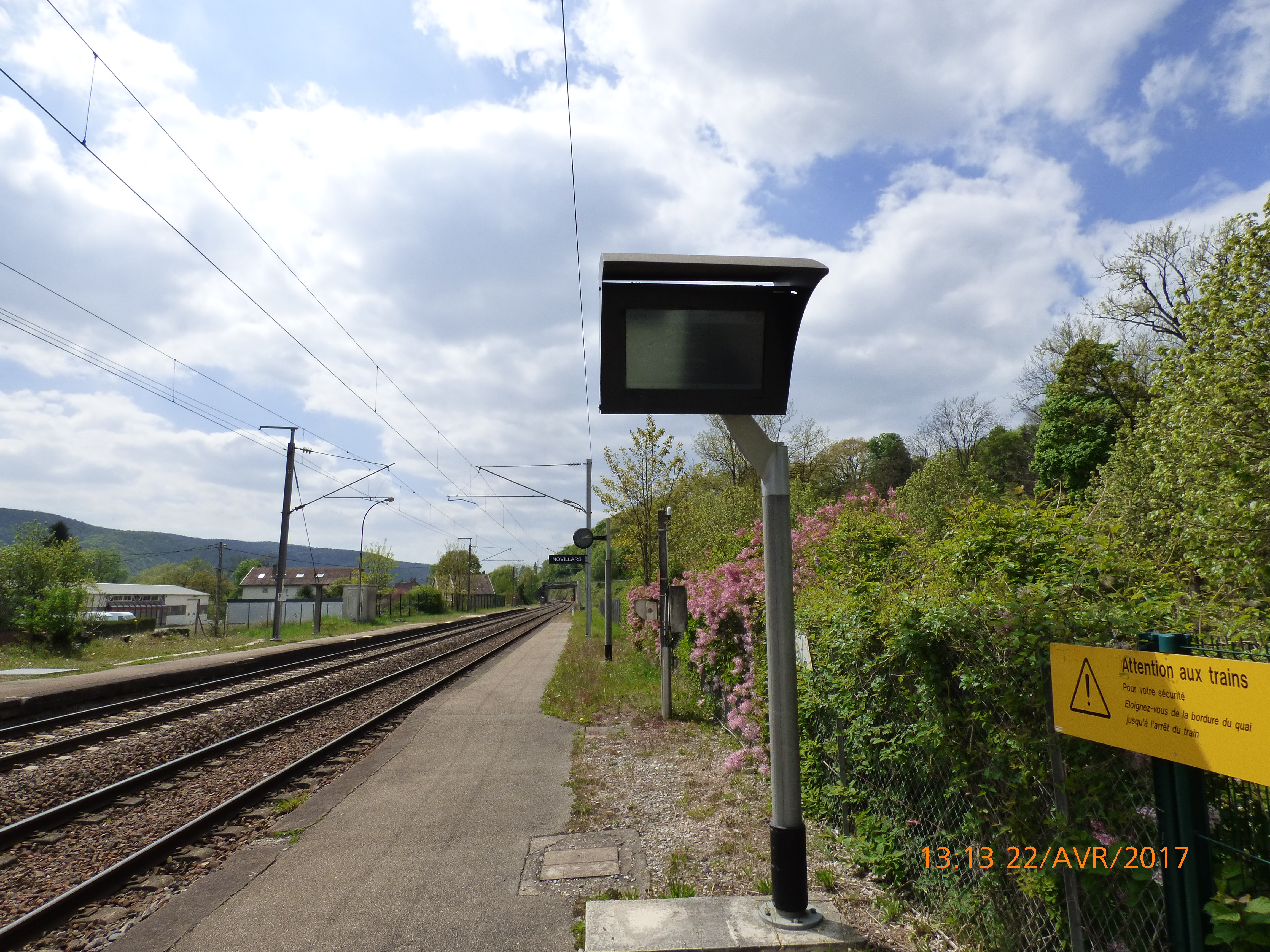
Panneau d'affichage.
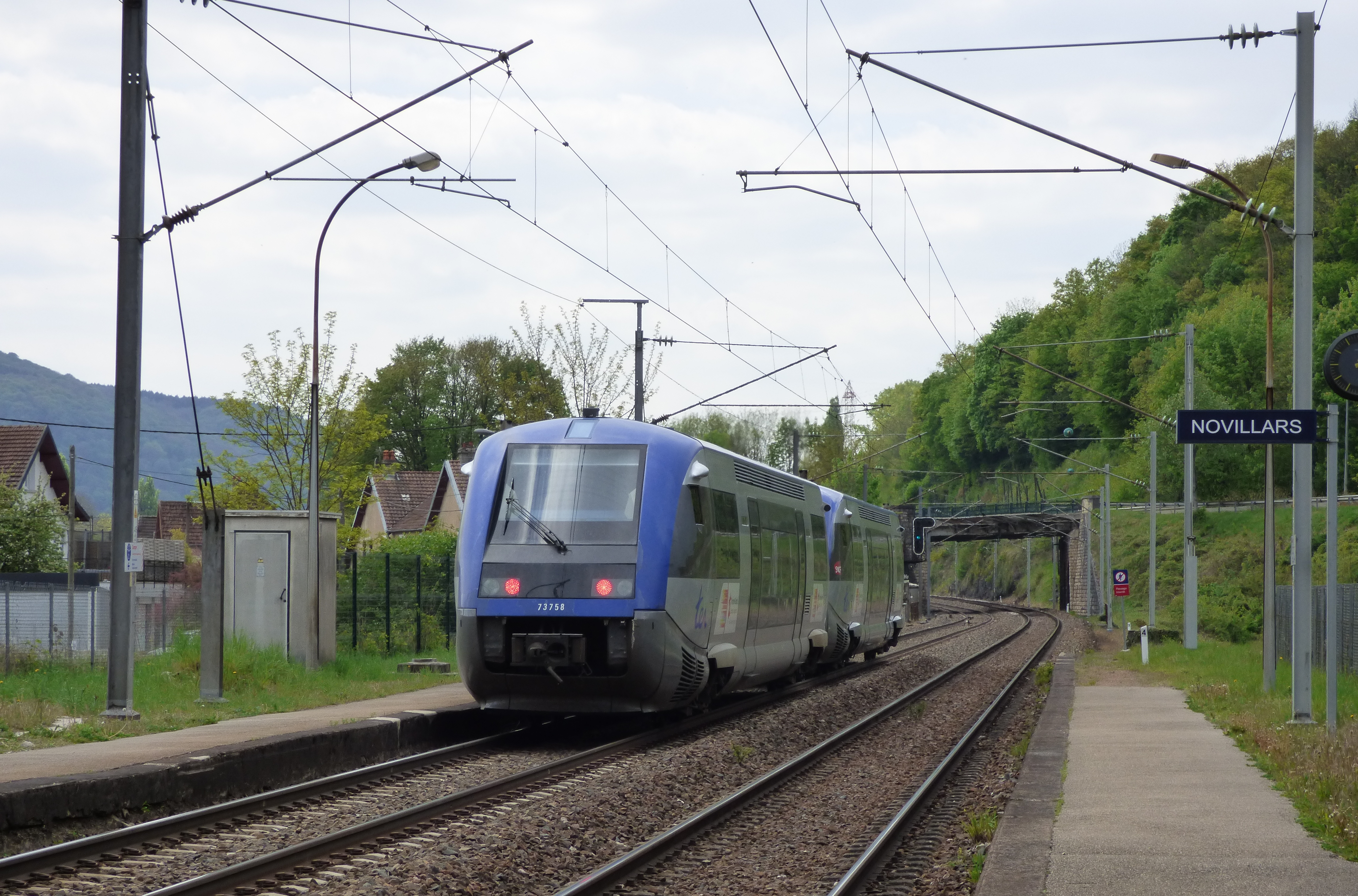
Arrivée du TER.
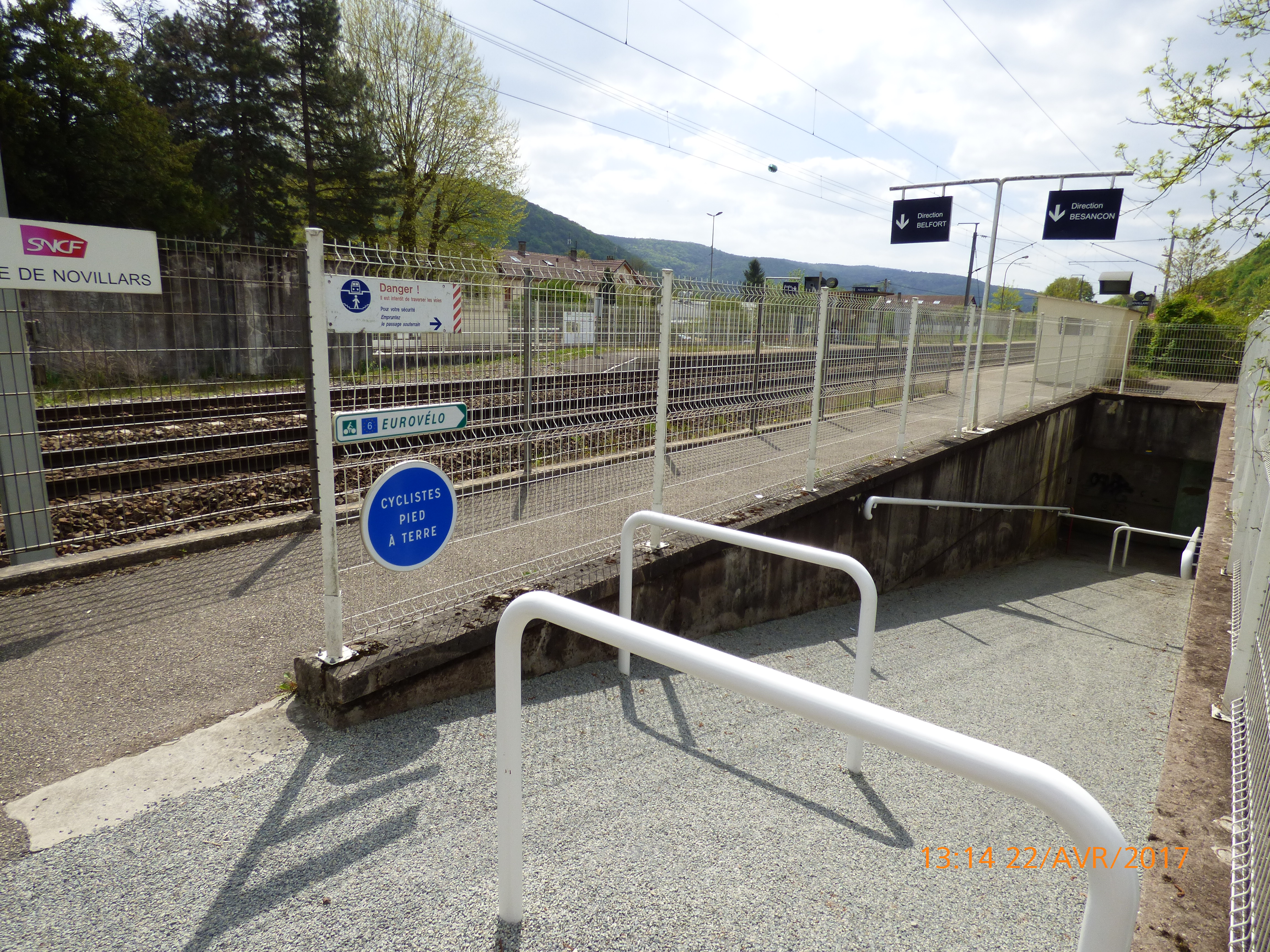
Passage souterrain.